# Helena Christensen

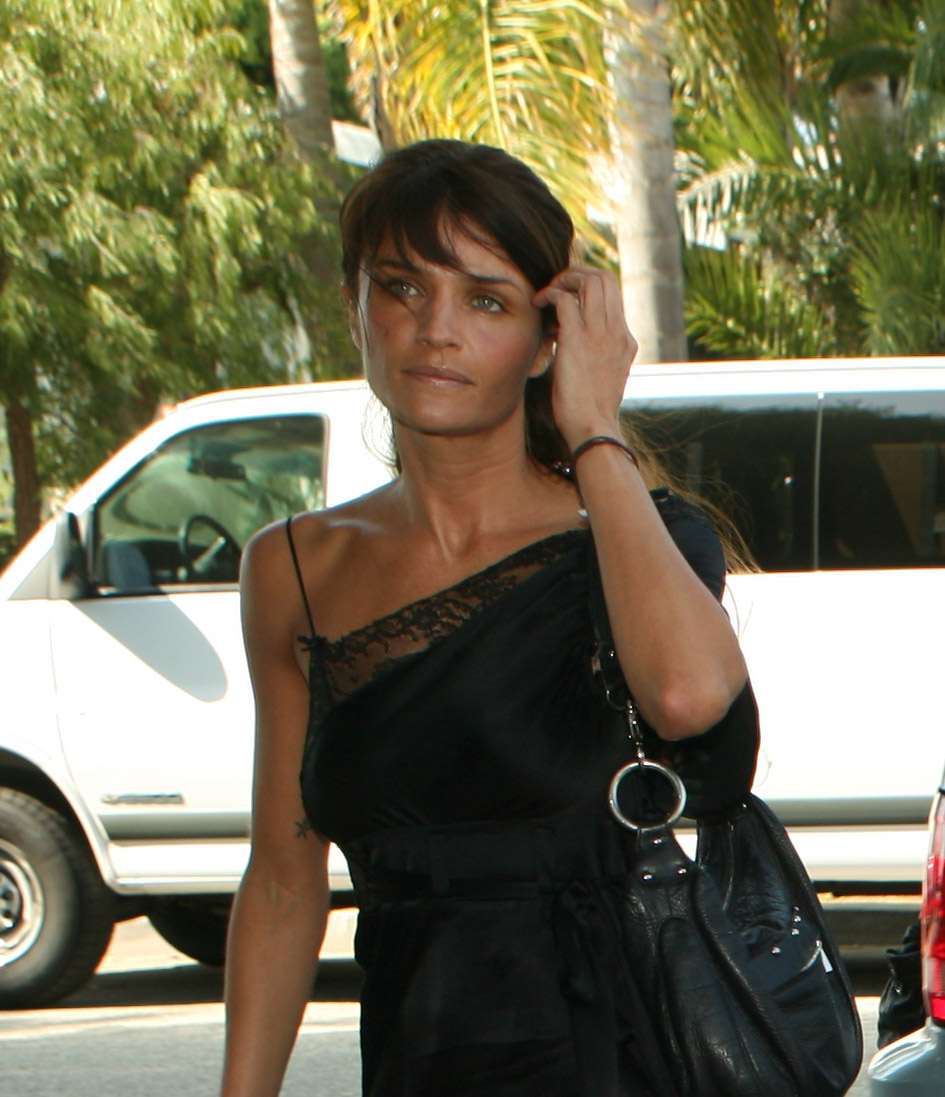
Helena Christensen

Helena Christensen  (n. 25 decembrie 1968, Copenhaga, Danemarca) este un fotomodel din Danemarca.

## Date biografice
Christensen este fiica unui danez și a unei peruane. Copilăria o petrece în Danemarca. Helena Christensen nu este atrasă de arta muzicală și fotografică. În anul 1986 demisionează ca fotomodel la magazinul de modă Elle din Paris. În 21 ani este aleasă Miss Danemarca, candidează și la concursul de frumusețe Miss Universe, câștigândul. Popularitatea ei va crește prin pozele ei apărute în magazinul de modă Vogue. Helena Christensen, va fi descoperită ca manechin de fotograful Friedemann Hauss. Între anii 1980 și 1990 devine una dintre cele mai cunoscute fotomodele. Gianni Versace spunea despre ea că ar avea cel mai frumos corp din lume, iar Karl Lagerfeld susținea că nimeni nu are picioare așa de lungi și frumoase ca Helena. Apogeul carierei sale a fost atins în anul 1990, când au apărut fotografiile ei în catalogul Victoria's Secret. Din anul 1999 este considerată un topmodel, pozele ei apar în magazinele de modă alături de Tyra Banks, Heidi Klum și Daniela Peštová. Printre prietenele ei se numără Claudia Schiffer, Carla Bruni, Karen Mulder și Eva Herzigova. Helena Christensen a trăit până nu de mult împreună cu fotograful Peter Makebisch, care poartă pe braț  un tatuaj cu Helena. Între anii 1991 - 1994 a trăit împreună cu un cântăreț di trupa INXS Michael Hutchence. A fost căsătorită între anii 1999 - 2003 cu actorul american Norman Reedus. În octombrie 1999 a născut un fiu pe nume Mingus Lucien Reedus. 
Pe lângă cariera de fotomodel, a debutat și ca artistă în anul 1992 alături de Tyra Banks, Kate Moss, Amber Smith și alte manechine, în filmul pentru televiziune "Inferno".

## Filmografie
- 1992: Inferno (comedie anglo-americană)
- 1998: March of the Anal Sadistic Warrior (film de scurt metraj)
- 2005: Allegro (dramă de Christoffer Boe)